# Ever Power Systems

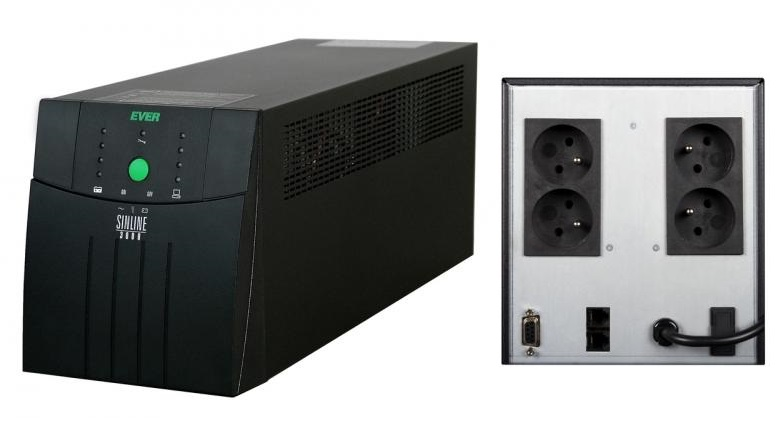
UPS EVER Sinline 3000

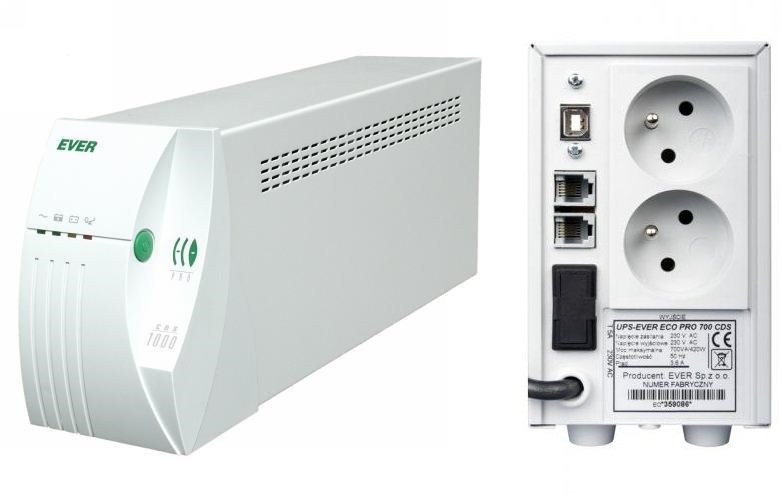
UPS EVER Eco Pro 700

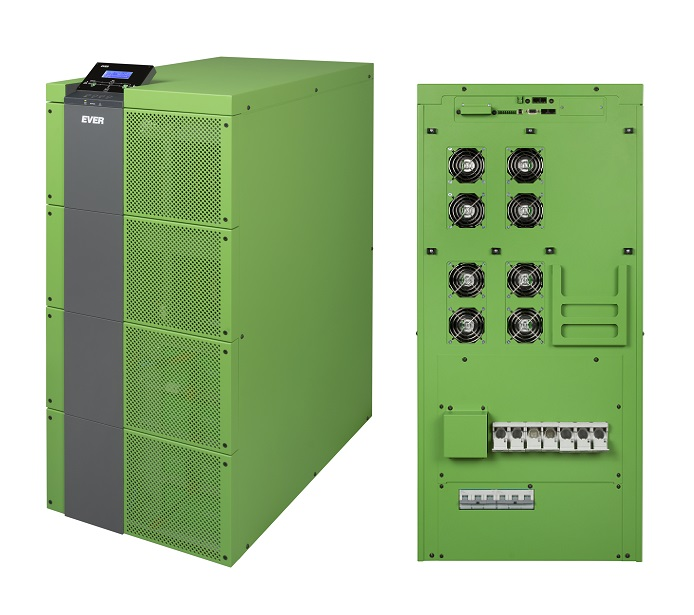
UPS EVER Powerline 33 Green T

EVER Sp. z o.o. – polski producent urządzeń elektroenergetycznych z siedzibą w Poznaniu. Największy w kraju wytwórca UPS-ów, pierwszy polski producent zasilaczy awaryjnych przeznaczonych dla systemów sieciowych i telekomunikacyjnych wykorzystujących jako źródło magazynowania energii superkondensatory. Przedsiębiorstwo stworzyło i wprowadziło w swoich produktach unikalny, opracowany przez inżynierów EVER system Clear Digital Sinus (CDS), umożliwiający generację na wyjściu UPS-a napięcia o czystym sinusoidalnym kształcie, dającego możliwość podłączenia do zasilacza urządzeń czułych na kształt napięcia sieciowego, takich jak komputery wyposażone w układ PFC lub piece centralnego ogrzewania. Przedsiębiorstwo zajmuje się między innymi projektowaniem, produkcją, serwisem, doradztwem, instalacją systemów zasilania awaryjnego oraz przetwarzania energii elektrycznej. Udziela profesjonalnego wsparcia handlowego i technicznego gwarantującego dopasowanie mocy UPS do rzeczywistego zapotrzebowania co skutkuje mniejszym zużyciem prądu i niższymi rachunkami za energię elektryczną.

## Historia
- 1991: Założenie spółki[4]
- 1996: Uruchomienie seryjnej produkcji zasilaczy awaryjnych UPS małych mocy[5][5].
- 2001: Przedsiębiorstwo rozpoczęło produkcję listew filtrujących
- 2002: Certyfikacja. Spółka uzyskała certyfikat: ISO 9001[6][7].
- 2004: Otwarcie nowego zakładu produkcyjnego w Poznaniu.
- 2005: Spółka poszerzyła ofertę o projektowanie specjalistycznych rozwiązań systemów zasilania, doradztwo w sprawach konstrukcji energoelektronicznych oraz przygotowania wersji specjalnych wyrobów dla specyficznych potrzeb przemysłowych.
- 2007: EVER zaprezentował zasilacze awaryjne wykorzystujące jako źródło magazynowania energii superkondensatory. Technologia ta umożliwiła skrócenie czasu ładowania zasobnika energii UPS-a z kilku godzin (akumulatory żelowe) do kilku minut (superkondensator) oraz umożliwiła wykorzystanie systemu zasilania w ekstremalnie trudnych warunkach środowiskowych (termicznych)[8] przedłużając jednocześnie użyteczność urządzenia nawet do 30 lat.
- 2008: Spółka wprowadziła UPS-y przeznaczone do współpracy z gazowymi kotłami centralnego ogrzewania, kominkami z płaszczem wodnym, układami solarnymi oraz systemami automatyki „inteligentny dom”[9].
- 2009: Wprowadzenie do oferty trójfazowych zasilaczy on-line (VFI) własnej konstrukcji w zakresie mocy 10–50 kVA
- 2011: Wdrożenie do produkcji trójfazowych zasilaczy on-line (VFI) w zakresie mocy 60–140 kVA.
- 2013: W centrum zainteresowania EVER znalazła się produkcja trójfazowych systemów zasilania on-line w zakresie jeszcze większych mocy, które powodują po stronie odbiorcy realne korzyści finansowe podczas codziennej eksploatacji[10]. W skład takich wdrożonych w urządzeniach funkcjonalności wchodzą między innymi:

Wysoka sprawność w szerokim zakresie obciążeń - poprzez zastosowanie w urządzeniach podzespołów o wysokiej jakości, niskostratnych (jak np. rdzenie produkowane z materiałów magnetycznych nanokrystalicznych, amorficznych czy półprzewodniki wykonane w technologii IGBT 5 generacji).
Praca hybrydowa - dzięki której wydłużony zostaje czas pracy autonomicznej zasilacza UPS dla określonego przedziału zmian parametrów napięcia sieciowego oraz wydłużona zostaje trwałość eksploatowanych w zasilaczu akumulatorów żelowych.
Kompensacja mocy biernej – zgłoszona przez EVER do Urzędu Patentowego RP kompensacja mocy biernej, umożliwia pełną eliminację opłat z tytułu ponadumownego poboru mocy biernej przez zasilacz a zatem wymierne, realne oszczędności finansowe, które mogą sięgać wielu tysięcy złotych w skali roku.
- 2015: Wprowadzono do oferty EVER nowe zasilacze UPS tj. SINLINE RT / RT XL.
- 2016: W ofercie pojawił się produkt - tandem UPS EVER POWERLINE GREEN 10-33+ agregat.
- 2023: Poszerzenie oferty o kolejne rozwiązania UPS tj. UPS z możliwością konfiguracji fazowości zasilania  POWERLINE MULTI[13] oraz serię UPS POWERLINE RT PRO[14] idealną pod zabezpieczanie serwerowni.
- 2024: Wprowadzenie do oferty serii UPS NETLINE RT[15]  (z AVR) - urządzenia klasy LINE-INTERACTIVE (VI), przeznaczone do współpracy z urządzeniami zasilanymi z jednofazowej sieci energetycznej ~230 V oraz listwa antyprzepięciowa PROTECT[16] [17].

## Najważniejsze nagrody i wyróżnienia
- 2013 - Rynkowy Lider Innowacji 2013 - Jakość, Kreatywność, Efektywność (Kapituła Strefy Gospodarki)[18][19]
- 2013 - Firma 15-lecia (Kapituła CRN)[7][20][21]
- 2012 - Statuetka "Serce za serce" (Fundacji Rozwoju Kardiochirurgii im. Zbigniewa Religi w Zabrzu)[22]
- 2011 - Certyfikat innowacyjności (Instytut Nauk Ekonomicznych PAN)[23]
- 2010 - Gazela Biznesu (Puls Biznesu)[24]
- 2010 - Certyfikat "Najlepsze w Polsce" (Kapituła Towarzystwa im. Hipolita Cegielskiego)[25]
- 2009 - Złoty medal Targów Expopower 2009 dla zasilacza UPS Superline (Kapituła MTP)[26]
- 2008 - Certyfikat "Przejrzysta firma" (Dun and Bradstreet Poland)[27]
- 2008 - Złoty medal Targów Expopower 2008 dla zasilacza UPS Sinline Evolution (Kapituła MTP)[28]
- 2008 - Certyfikat "Najwyższa Jakość" (Kapituła Wielkopolskiego Stowarzyszenia Badań nad Jakością)[29]
- 2006 - Certyfikat "Najwyższa Jakość" (Kapituła Wielkopolskiego Stowarzyszenia Badań nad Jakością)[30]
- 2017 - Nagroda IT w Administracji dla UPS ECO PRO AVR CDS[31]
- 2024 - Nagroda IT Professional dla UPS POWERLINE GREEN 40-33 PRO[32]